# Copains pour toujours 2
Série
Copains pour toujours
(2010)
Pour plus de détails, voir Fiche technique et Distribution.
Copains pour toujours 2 ou Grandes personnes 2 au Québec (Grown Ups 2), est une comédie américaine réalisé par Dennis Dugan, sorti en 2013.

## Synopsis
Quelques années après leur week-end inoubliable, quatre amis se retrouvent chez Lenny qui a quitté la Californie pour venir s’installer dans son village natal. Encouragé par ses copains, il organise une fête chez lui afin de fêter l’arrivée des vacances d’été.

## Fiche technique
- Titre original : Grown Ups 2
- Titre français : Copains pour toujours 2
- Titre québécois : Grandes Personnes 2
- Réalisation : Dennis Dugan
- Scénario : Fred Wolf, Adam Sandler et Tim Herlihy, d'après les personnages créés par Fred Wolf et Adam Sandler
- Musique : Rupert Gregson-Williams
- Direction artistique : Erin Cochran
- Décors : Aaron Osborne
- Costumes : Ellen Lutter
- Photographie : Theo van de Sande
- Son : Greg Orloff, Fredrick Cuevas, Eric Harwood, Tateum Kohut, Reagan Mendoza
- Montage : Tom Costain
- Production : Jack Giarraputo et Adam Sandler

Production déléguée : Allen Covert et Barry Bernardi
Production associée : Daryl Kass
Coproduction : Kevin Grady
- Sociétés de production[1] : Happy Madison Productions, Sony Pictures Entertainment, avec la participation de Columbia Pictures
- Sociétés de distribution :
  - États-Unis : Columbia Pictures, Sony Pictures Releasing
  - France : Sony Pictures Releasing France
  - Canada, Belgique : Sony Pictures Releasing
- Budget : 80 millions de $[2]
- Pays d'origine :  États-Unis
- Langues originales : anglais, espagnol
- Format[3] : couleur - 35 mm / D-Cinema - 1,85:1 (Panavision)
  - son Dolby Digital | Datasat | SDDS | Dolby Surround 7.1 | Dolby Atmos
- Genre : comédie
- Durée : 101 minutes
- Dates de sortie[4] :
  - États-Unis, Canada : 12 juillet 2013
  - France : 11 septembre 2013
  - Suisse romande : 16 octobre 2013[5]
  - Belgique : 23 octobre 2013
- Classification[6] :
  -  États-Unis : Accord parental recommandé, film déconseillé aux moins de 13 ans (certificat #47924) (PG-13 - Parents Strongly Cautioned)[Note 1].
  -  France : Tous publics (visa d'exploitation no 137281 délivré le 30 juillet 2013)[7].
  -  Québec : Tous publics (G - General Rating)[8].
  -  Suisse romande : Interdit aux moins de 10 ans[9].

## Distribution
- Adam Sandler (VF : Serge Faliu ; VQ : Yves Soutière) : Leonard Lenny Feder
- Kevin James (VF : Gilles Morvan ; VQ : Tristan Harvey) : Eric Lamonsoff
- Chris Rock (VF : Lucien Jean-Baptiste ; VQ : Gilbert Lachance) : Kurt McKenzie
- David Spade (VF : Emmanuel Curtil ; VQ : François Sasseville) : Marcus Higgins
- Salma Hayek (VF : Ethel Houbiers ; VQ : Camille Cyr-Desmarais) : Roxanne Chase-Feder
- Maria Bello (VF : Déborah Perret ; VQ : Anne Bédard) : Sally Lamonsoff
- Maya Rudolph (VF : Annie Milon ; VQ : Catherine Hamann) : Deanne McKenzie
- Jake Goldberg : Greg Feder
- Cameron Boyce (VQ : Alexis Plante) : Keithie Feder
- Ada-Nicole Sanger (VF : Clara Quilichini) : Donna Lamonsoff
- Frank Gingerich & Morgan Gingerich : Bean Lamonsoff
- China Anne McClain : Charlotte McKenzie
- Nadji Jeter : Andre McKenzie
- Kaleo Elam : Ronnie McKenzie
- Cheri Oteri (VF : Véronique Picciotto ; VQ : Julie Beauchemin) : Penny
- Alexander Ludwig (VQ : Alexandre Fortin) : Braden
- Nick Swardson (VF : Olivier Podesta ; VQ : Claude Gagnon) : Nicholas « Nick » Hilliard
- Tim Meadows (VF : Christophe Peyroux ; VQ : Marc-André Bélanger) : Malcolm
- Colin Quinn (VF : Yann Guillemot ; VQ : Emmanuel Charest) : Dickie Bailey
- Steve Buscemi (VF : Emmanuel Karsen ; VQ : Sébastien Dhavernas) : Wiley
- Jon Lovitz (VF : Gérard Darier ; VQ : Jacques Lavallée) : le concierge du gym
- Steve Austin (VF : Stefan Godin ; VQ : Patrick Chouinard) : Tommy Cavanaugh
- Georgia Engel (VF : Marie-Martine) : Mme Lamonsoff
- Shaquille O'Neal (VF : Marc Bretonnière ; VQ : Thiéry Dubé) : l'officier Fluzoo
- Peter Dante (VF : Patrice Baudrier ; VQ : Louis-Philippe Dandenault) : l'officier Dante
- Halston Sage : Nancy Arbuckle
- Alyson Michalka (VF : Ana Piévic) : Savannah (membre de fraternité)
- David Henrie : Zac (membre de fraternité)
- Taylor Lautner (VF : Nessym Guetat ; VQ : Xavier Dolan-Tadros) : Andy (membre de fraternité)
- Milo Ventimiglia (VF : Jean Rieffel ; VQ : Hugolin Chevrette-Landesque) : Milo (membre de fraternité)
- Patrick Schwarzenegger : Cooper
- Oliver Hudson (VF : Jérôme Pauwels ; VQ : Jean-François Beaupré) : Kyle
- Jackie Sandler : Jackie Tardio
- Sadie Sandler : Sadie Tardio
- Sunny Sandler : Sunny Tardio
- Richie Minervini (VF : Gabriel Le Doze) : le principal Tardio
- April Rose : la prof de danse canon
- Andy Samberg : car wash cheerleader
- Jonathan Loughran (VF : Antoine Tomé) : Robideaux
- Allen Covert (VF : Julien Cafaro) : le professeur hippie
- Norm Crosby (VF : Michel Tureau) : l'employé du magasin grande surface

Source et légende : Version française (VF) sur AlloDoublage et RS Doublage et Version québécoise (VQ) sur Doublage Québec

## Distinctions
Entre 2013 et 2014, Copains pour toujours 2 a été sélectionné 20 fois dans diverses catégories et a remporté 5 récompenses,.

### Récompenses
- Prix du jeune public 2013 : Prix du jeune public de la Meilleure crise de colère décerné à Taylor Lautner.
- Société des critiques de cinéma de Houston 2013 : Prix HFCS du Pire film.
- Société des critiques de films Internet (Internet Film Critic Society) 2013 : Prix IFCS du Pire film.
- Cercle des critiques de cinéma de l'Oklahoma 2014 : Prix OFCC du Pire film évident.
- Prix du choix des enfants 2014 : Prix Blimp de l'Acteur de cinéma préféré décerné à Adam Sandler.

### Nominations
- Alliance des femmes journalistes de cinéma 2013 :
  - Pire image de la femme pour Dennis Dugan,
  - Suite ou remake qui n'aurait pas dû être fait.
- Prix du jeune public 2013 : Meilleur film de l'été - Comédie.
- Prix Schmoes d'or (Golden Schmoes Awards) 2013 : Pire film de l'année.
- Sondage de l'hebdomadaire The Village Voice 2013 : Pire film.
- Prix du public 2014 : Film comique préféré.
- Prix Razzie 2014[13],[14] :
  - Pire film,
  - Pire suite, prequel, remake ou dérivé,
  - Pire réalisateur pour Dennis Dugan,
  - Pire scénario pour Fred Wolf, Adam Sandler et Tim Herlihy,
  - Pire acteur pour Adam Sandler,
  - Pire actrice dans un second rôle pour Salma Hayek,
  - Pire acteur dans un second rôle pour Taylor Lautner,
  - Pire acteur dans un second rôle pour Nick Swardson,
  - Pire combinaison à l’écran pour le casting entier.

## Editions en vidéo
- Copains pour toujours 2 est sorti en DVD le 28 mai 2014[15].